# Reserva natural nacional de San Bartolomé
La Reserva natural nacional de San Bartolomé (en francés: Réserve naturelle nationale de Saint-Barthélemy) es una reserva natural de San Bartolomé ( RNN 132 ), en las Antillas francesas, organizado dentro de una colectividad de ultramar de Francia.
Fundada en 1996, cubre 1.200 hectáreas en cinco sectores: Gros Îlets y Pain de Sucre fuera del puerto de Gustavia; las aguas que rodean los islotes Fourchue, Frégate y Île Toc Vers ; y parte de la bahía Colombier. Las Áreas marinas protegidas de la reserva son demarcadas en las cartas náuticas de la región. La gestión de la reserva corresponde a la Asociación Grenat . Fue establecida en 1996 con el objetivo de la conservación de los arrecifes de coral, praderas de pastos marinos y la vida marina. La reserva cuenta con un formaciones de coral en un área de 275 hectáreas (680 acres).